# دهستان وانگچانگ
دهستان وانگچانگ (به لاتین: Wangchang Gewog) یک دهستان در کشور بوتان است که در ناحیهٔ پارو واقع شده‌است.